# Cryphia canosparsa
Cryphia canosparsa là một loài bướm đêm trong họ Noctuidae.